# 高山寺 (田辺市)
高山寺（こうざんじ）は、和歌山県田辺市にある真言宗御室派の寺院。山号は正南面山。本尊は大日如来。

## 歴史
寺伝によると推古天皇の時代に、熊野国牟婁郡に住んでいた牟婁の長者と呼ばれる金持ちが飛鳥に出かけ、そこで摂政をしていた上宮太子（聖徳太子）に感動し、太子の御意を得て私財をもって当地南面山に勧修問寺を建立した。そして、上宮太子の愛馬である「烏の駒」（くろのこま）が薬師如来像と上宮太子（聖徳太子）像を背負ってここにやってくる夢を見、目覚めたところ、薬師如来像と上宮太子像が置かれてあったので、それを祀ったという。
平安時代の弘仁7年（816年）初夏、弘法大師空海が熊野巡錫の途中にこの地に立ち寄った。その際、この地で密教の法を修し、また旅に出ようとしたところ人々に引き留められ、それにほだされて空海は自らの像を彫ってここに安置したとされる。
戦国時代の天正13年（1585年）、羽柴秀吉による紀州征伐を受けて伽藍は全焼した。しかし、上宮太子像と弘法大師像は伊作田の岩窟に匿って無事であった。しばらくしてから高野山の僧である空増が入寺し、伽藍を復興する。これによって空増は中興開山第一世法印空増上人と呼ばれるようになるが、以後もこれに倣って高山寺の主管職は第何世法印と呼ばれるようになった。
江戸時代になって名称が興山寺になるが、更に現在の高山寺と変更された。
南方熊楠や植芝盛平の墓がある。

## 本堂
本堂は1968年（昭和43年）に建設された鉄筋コンクリート造り平屋瓦ぶきの建物である。設計者は大岡實で各所に古代建築のモチーフを取り入れている。また、地下には植芝盛平ゆかりの道場がある。

## 境内
- 本堂
- 旧本堂
- 庫裏
- 鐘楼
- 香堂
- 大師堂（遍照金剛殿） - 弘法大師（空海）を祀る。
- 薬師堂
- 庭園
- 観音堂
- 多宝塔 - 文化13年（1816年）建立。上宮太子（聖徳太子）を祀るため、「上宮閣」という。
- 不動堂
- 高山寺貝塚（国指定史跡） - 縄文時代早期の貝塚遺跡。1938年（昭和13年）に発見される。近畿では海水産の貝殻からなる唯一のものである。高山寺式土器が出土している。
- 南方熊楠の墓
- 植芝盛平の墓
- 山門（仁王門）

## 文化財

### 国指定史跡
- 高山寺貝塚 - 1970年（昭和45年）に国の史跡となる。

### 和歌山県指定有形文化財
- 木造聖徳太子孝養立像 - 鎌倉時代後期。
- 紙本水墨寒山拾得図 1幅 - 長沢芦雪作。和歌山県立博物館寄託。
- 紙本水墨柳と烏図 1幅 - 長沢芦雪作。和歌山県立博物館寄託。
- 絹本水墨淡彩人物図 1幅 - 和歌山県立博物館寄託。
- 三番日含 1冊

### 田辺市指定有形文化財
- 紙本水墨朝顔に蛙図 - 京都国立博物館寄託。
- 紙本水墨文殊図 - 東京国立博物館寄託。
- 黄麻紙大般若波羅蜜多経 - 奈良時代後期。和歌山県立博物館寄託。
- 紺紙金泥字仏説阿弥陀経 - 和歌山県立博物館寄託。
- 紙本墨書奕世年譜 - 和歌山県立博物館寄託。

## 前後の札所
紀伊之国十三仏霊場
11 高室院　-　12 高山寺　-　13 瀧法寺
近西国三十三ヶ所南紀霊場
3 願成寺　-　4 高山寺　-　5 円通庵